# Cylindrotoma distinctissima
Cylindrotoma distinctissima är en tvåvingeart som beskrevs av Johann Wilhelm Meigen 1818. Cylindrotoma distinctissima ingår i släktet Cylindrotoma och familjen mellanharkrankar. Arten är reproducerande i Sverige.

## Underarter
Arten delas in i följande underarter:
- C. d. americana
- C. d. distinctissima
- C. d. alpestris

## Bildgalleri

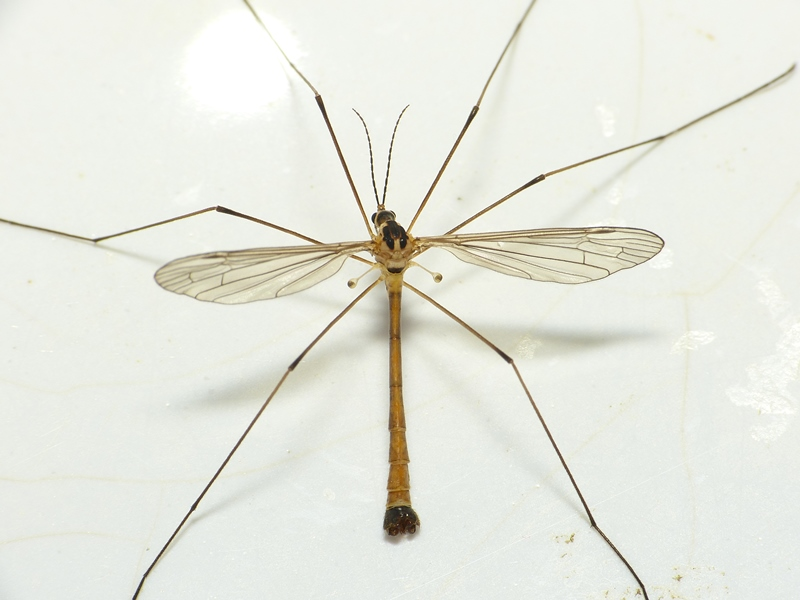